# مضخة كالسيوم هيولية

مضخة الكالسيوم  (الهيولية اختصار: SERCA)، نوع من أَنواع المضخات الأدنوسية الكالسيومية التي تعمل بطاقة ثلاثي أدنوسين الفوسفات (ATPase) وبالتحديد نوع (P)، التي تعمل على نقل الكالسيوم من العصارة الخلوية إلى الشبكة الهيولية.

## الوظيفة
يُعتبر إنزيم "SERCA" من الفئة "P-ATPase"، وهو يستقر داخل الشبكة الساركوبلازمية في الخلايا العضلية. يقوم هذا الإنزيم بنقل أيونات الكالسيوم من السيتوبلازم إلى تجويف الشبكة الساركوبلازمية، مستمدًا طاقته من عملية تحليل جزيئات الأدينوسين ثلاثي الفوسفات (ATP) أثناء عملية ارتخاء العضلات، يحتوي إنزيم "SERCA" على ثلاثة نطاقات رئيسية على سطحه السيتوبلازمي: النطاق المسؤول عن عملية الفسفرة، ونطاق ارتباط النيوكليوتيدات، اللذان يشكلان الموقع التحفيزي للإنزيم، بالإضافة إلى نطاق التنشيط الذي يسهم في نقل التغيرات الهيكلية الأساسية.إلى جانب دوره الأساسي في نقل الكالسيوم، يسهم إنزيم "SERCA1" في توليد الحرارة داخل الأنسجة الدهنية البنية وفي العضلات الهيكلية. وبالإضافة إلى الحرارة التي ينتجها بفعل عدم كفاءته في ضخ أيونات الكالسيوم، فإن ارتباطه بمُنظم يُدعى "ساركو ليبين" يعطل عملية الضخ ويحول الإنزيم إلى مُحلل للأدينوسين ثلاثي الفوسفات فقط. وتُعتبر هذه الآلية في توليد الحرارة شائعة لدى الثدييات وبعض أنواع الأسماك ذات الدم الحار..

## تنظيم النشاط
يمكن التحكم في معدل نقل إنزيم "SERCA" لأيونات الكالسيوم عبر غشاء الشبكة الساركوبلازمية بواسطة بروتين تنظيمي يُسمى "فوسفولامبان". ويكون نشاط إنزيم "SERCA" أقل عندما يرتبط به هذا البروتين. عند تحفيز مستقبلات بيتا الأدرينالية، يتم تقليل ارتباط "فوسفولامبان" بإنزيم "SERCA" من خلال عملية فسفرة "فوسفولامبان" بواسطة بروتين كيناز. وعندما يرتبط "فوسفولامبان" بإنزيم "SERCA"، ينخفض معدل نقل أيونات الكالسيوم، ولكن عند انفصال البروتين عن الإنزيم، يزداد معدل الحركة.يمكن أيضًا أن يتأثر نشاط إنزيم "SERCA" عبر عملية فسفرة الإنزيم نفسه من خلال تفاعله مع "GSK3β". وقد أظهرت الدراسات أن فسفرة "SERCA2a" عند الموقع "S663" تؤدي إلى تقليل نشاط الإنزيم.هناك بروتين آخر يُدعى "كالسكوسترين" يرتبط بالكالسيوم داخل الشبكة الساركوبلازمية، ويساعد على تقليل تركيز الكالسيوم الحر داخل الشبكة، مما يسهل على إنزيم "SERCA" ضخ الكالسيوم ضد تدرج تركيز أقل حدة. تحتوي الشبكة الساركوبلازمية على تركيز أعلى بكثير من الكالسيوم (أكثر بمقدار 10,000 مرة) مقارنةً بتركيزه في السيتوبلازم. ويُمكن تنظيم إنزيم "SERCA2" بواسطة الجزيئات الدقيقة الريبية، مثل "miR-25"، التي تقوم بتثبيط إنزيم "SERCA2" في حالات فشل القلب.لأغراض تجريبية، يُمكن تثبيط إنزيم "SERCA" بواسطة مركب "ثابسغارجين" وتحفيزه بواسطة مركب "إيستاروكسيم".ويزداد نشاط إنزيم "SERCA" في العضلات الهيكلية للأرانب، وفي عضلة القلب للقوارض تحت تأثير الهرمونات الدرقية. وقد تساهم هذه الآلية في التأثيرات الضارة على انتظام ضربات القلب المصاحبة لحالة فرط نشاط الغدة الدرقية..

## النظائر الجينية
يوجد ثلاث نظائر جينية لمضخة الكالسيوم في الشبكة الهيولية الباطنة من المضخة الكالسيومية التي تُعبَّر بمستويات مختلفة في أنواع خلايا متنوعة، ونوعة:
ATP2A1 – SE RCA1
ATP2A2 – SERCA2
ATP2A3 – SERCA3
توجد أيضًا أشكال نظائرية بعد الترجمة لكل من SERCA2 وSERCA3، والتي تضيف إمكانية استجابات إعادة امتصاص الكالسيوم الخاصة بنوع الخلية، فضلاً عن زيادة تعقيد آلية إشارات الكالسيوم بشكل عام.